# 로존다 토머스

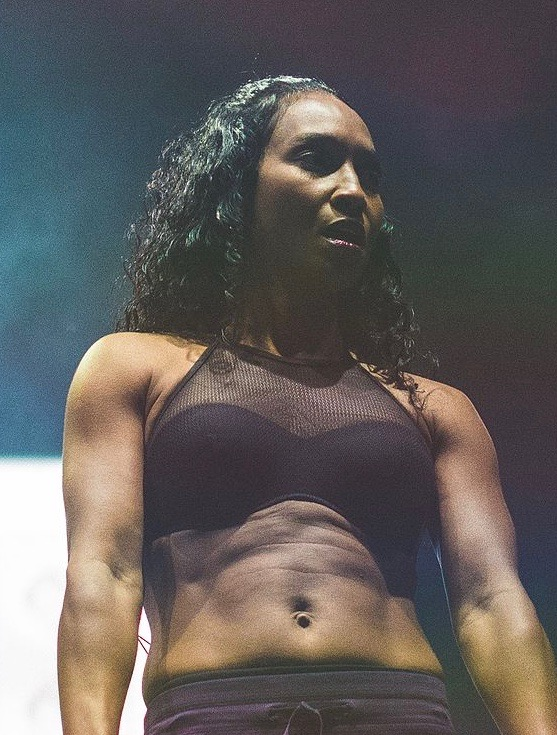

로존다 토머스(Rozonda Thomas, 1971년 2월 27일 ~ ) 또는 칠리(Chilli)는 미국의 배우, 음악가, 가수, 무용가이다.
애틀랜타에서 태어났다.

## 영화
- 마셜 (2017년)
- 언데이터블 (2010년)
- 왓 칠리 원츠 (2010년) - 본인 역
- Love Song (2000)
- 디바의 크리스마스 캐롤 (2000년)
- 비하인드 더 뮤직 (1997년) - 본인 역
- 하브 플렌티 (1997년)